# Metropolia di Morfou

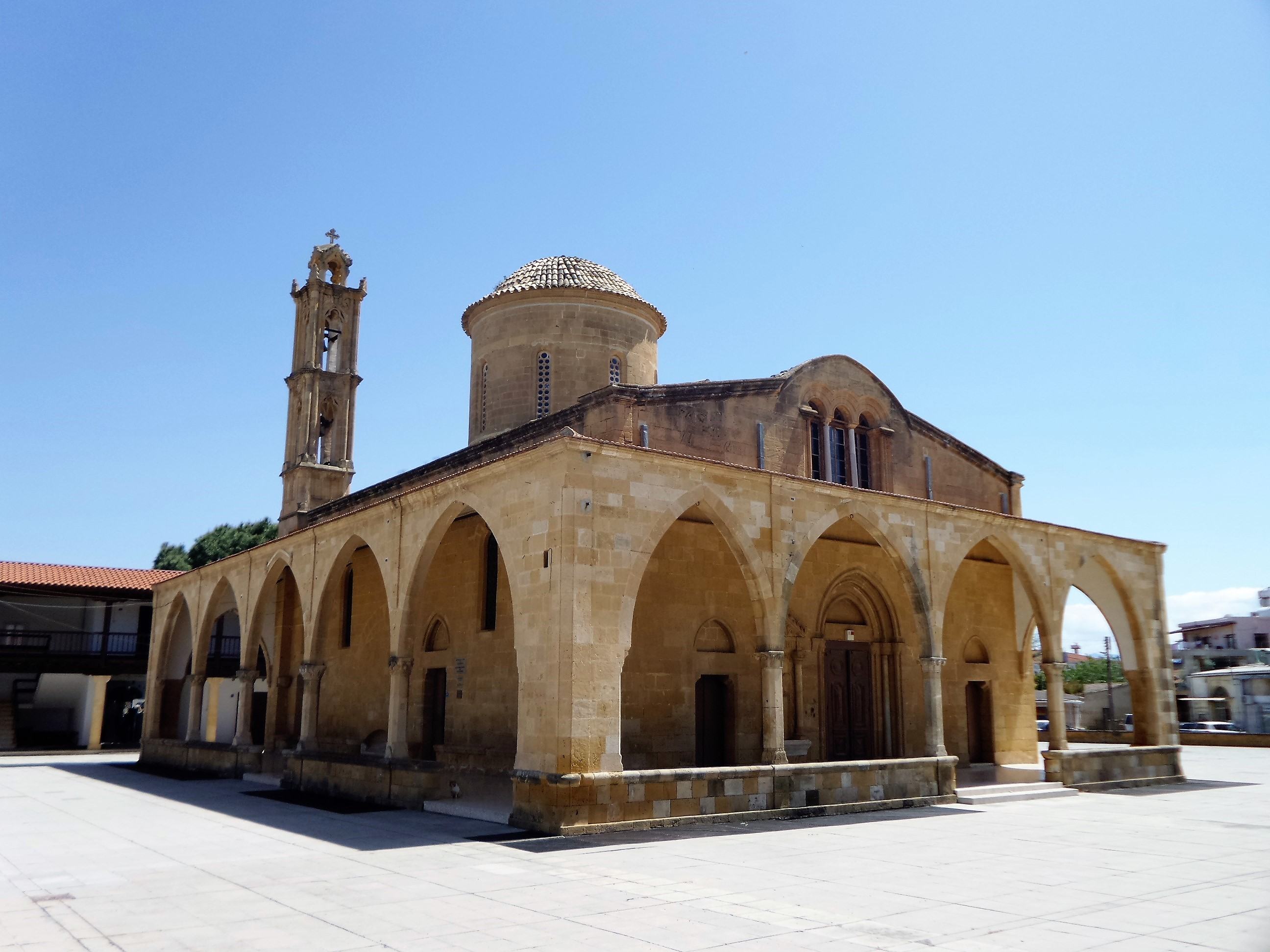
La cattedrale di San Mamas a Morfou.

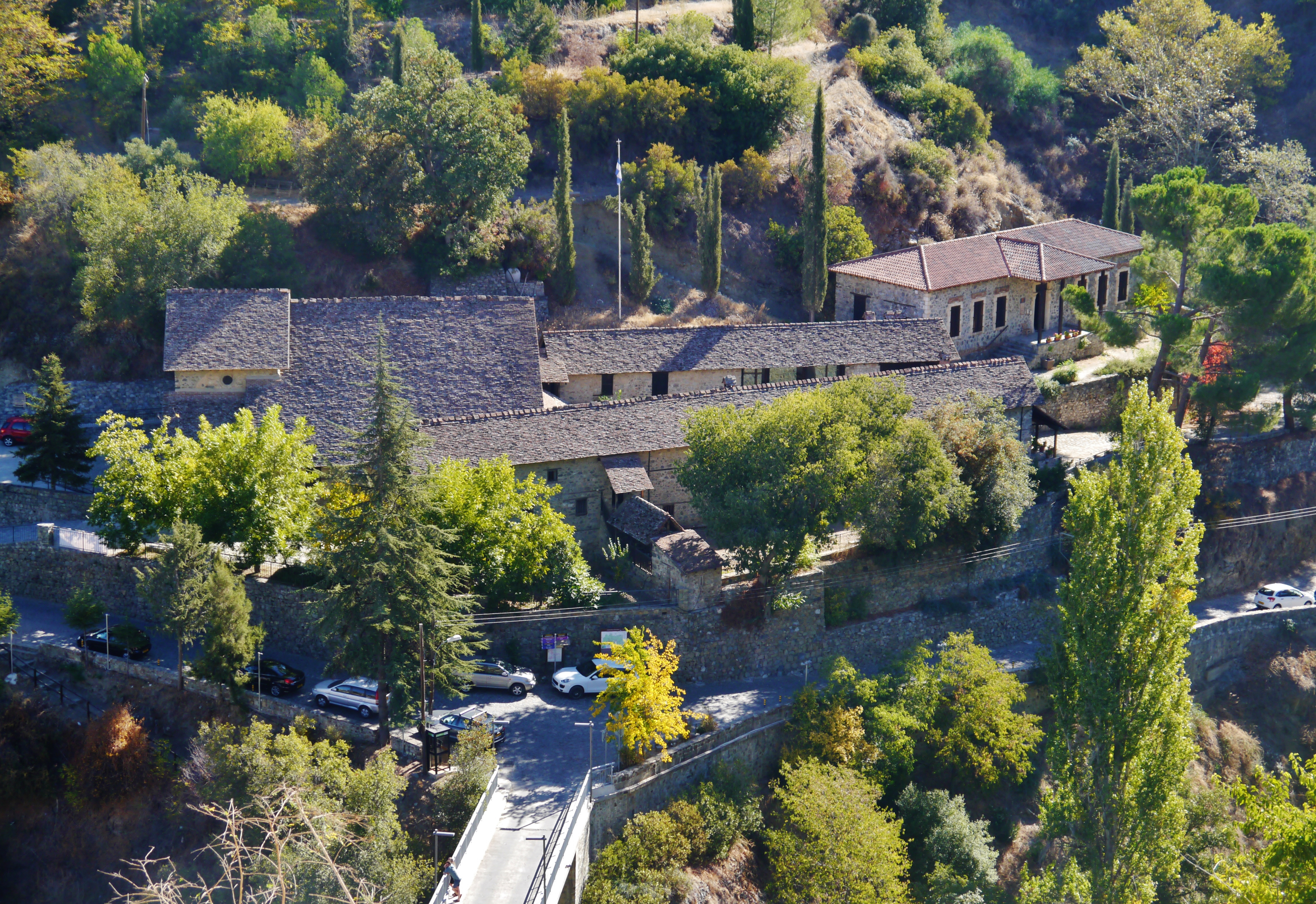
Il monastero di Agios Ioannis Lampadistis.

La metropolia di Morfou (in greco Ιεράς Μητρόπολις Μόρφου?, Ierás Mitrópolis Mórfou) è una circoscrizione ecclesiastica della Chiesa ortodossa di Cipro.
Dal 22 agosto 1998 il metropolita è Neophytos Masouras, consacrato vescovo e intronizzato il 13 settembre successivo.

## Territorio
La metropolia si trova nella parte occidentale dell'isola di Cipro e buona parte del suo territorio si trova a Cipro del Nord, nella zona di occupazione turca.
Ufficialmente la sede episcopale è a Morfou, nella zona occupata, dove si trova la cattedrale di San Mamas, oggi trasformata in museo; per questo motivo, la sede è temporaneamente trasferita a Evrychou.

## Storia
La metropolia trae le sue origini dall'antica diocesi di Soli, sede episcopale suffraganea dell'arcidiocesi di Salamina. Storicamente sono noti vescovi di Soli dal IV agli inizi del XVII secolo. L'ultimo noto è Macario, documentato nel 1618. In seguito la diocesi fu soppressa.
La diocesi di Soli fu restaurata nel 1973, con sede a Morfou. Il suo primo vescovo, Chrýsanthos Sarigiánnis, aveva il titolo di metropolita di Morphou e proedro di Soli.
Dopo l'occupazione di Morphou da parte delle truppe turche, la sede vescovile fu trasferita a Evrychou.

## Cronotassi
- Chrýsanthos Sarigiánnis † (17 novembre 1973 - 21 gennaio 1996 deceduto)
- Neophytos Masouras, dal 22 agosto 1998